# Като Полемидия
Ка̀то Полемѝдия (на гръцки: Κάτω Πολεμίδια) е предградие на Лимасол в Кипър. Според статистическата служба на Република Кипър през 2001 г. има 18 452 жители.